# Другой парень
«Другой парень» (англ. The Other Guy) — австралийский комедийный телесериал, созданный комиком Мэттью Окином, который также исполняет главную роль в сериале. Премьера состоялась 17 августа 2017 года на стриминговом сервисе  Stan.
В январе 2019 года сериал был продлён на второй сезон. Премьера второго сезона состоялась 13 декабря 2019 года на Stan.
После финала второго сезона сериал был официально закрыт. 

## Сюжет
В центре сюжета находится очень успешный радиоведущий Эй Джей Амон, который, неожиданно для себя, возвращается в круг знакомств впервые за десять лет, узнав, что у его давней подруги роман с его лучшим другом. Ситуация усугляется тем, что она, скорее всего, беременна.

## В ролях

### Главные
- Мэттью Окин — Эй Джей Амон
- Валин Кейн — Оливия Коллинз
- Харриет Дайер — Стиви Николлс
- Майкл Хинг — Сэм Ву
- Майкл-Энтони Тейлор — Дэдди Мак
- Кристиан ван Вуурен — Дерек/Деззи
- Люк Форд — Генри
- Лили Салливан — Чарли

### Второстепенные
- Барри Отто — Рон
- Лин Купер Тан — мать Сэма
- Рахель Абдулрахман — Пол Перри
- Сьюзэн Прайор — Шэрон

## Сезоны
| Сезон | Серии | Серии | Даты показа     | Даты показа     |
| Сезон | Серии | Серии | Первая серия    | Последняя серия |
| ----- | ----- | ----- | --------------- | --------------- |
| 1     | 6     | 6     | 17 августа 2017 | 17 августа 2017 |
| 2     | 6     | 6     | 13 декабря 2019 | 13 декабря 2019 |

## Эпизоды

### Сезон 1(2017)
| № общий | № в сезоне | Название                     | Режиссёр     | Автор сценария           | Дата премьеры   |
| --- | ---------- | ---------------------------- | ------------ | ------------------------ | --------------- |
| 1 | 1          | «Матрас» «The Mattress»      | Кейси Эннинг | Мэттью Окин, Бекки Лукас | 17 августа 2017 |
| Эй Джей просыпается на матрасе, от которого его отделяет лужа мочи. К сожалению, матрас принадлежит его бывшей девушке Оливии.                                                                                                  |            |                              |              |                          |                 |
| 2 | 2          | «Незнакомцы» «Strangers»     | Кейси Эннинг | Мэттью Окин, Бекки Лукас | 17 августа 2017 |
| Эй Джей размышляет о своём первом свидании, когда встречает в интернете девушку, о которой мечтает. Тем временем Стиви знакомится с фармацевтом, когда покупает противозачаточные таблетки.                                     |            |                              |              |                          |                 |
| 3 | 3          | «День матери» «Mother’s Day» | Кейси Эннинг | Мэттью Окин, Бекки Лукас | 17 августа 2017 |
| Эй Джей должен решить, стоит ли ему связаться с бывшим лучшим другом, который переспал с его бывшей девушкой, или ему грозит выселение.                                                                                         |            |                              |              |                          |                 |
| 4 | 4          | «Точки» «The Dots»           | Кейси Эннинг | Мэттью Окин, Бекки Лукас | 17 августа 2017 |
| Инди-рокерша Эми Вэйд демонстрирует все признаки заинтересованности в Эй Джее, но когда Стиви замечает крошечные точки на его пенисе, его неуверенность в себе усиливается.                                                     |            |                              |              |                          |                 |
| 5 | 5          | «Шри-Ланка» «Sri Lanka»      | Кейси Эннинг | Мэттью Окин, Бекки Лукас | 17 августа 2017 |
| Эй Джей и Оливия оказываются на Шри-Ланке, где игра в мини-баскетбол, путаница на массажном столе и ночная катастрофа с ужасно грустным разведённым мужчиной и разбитым стеклом в зоне бассейна приводят к неизбежной близости. |            |                              |              |                          |                 |
| 6 | 6          | «Собака Мёрфи» «Dog Murphy»  | Кейси Эннинг | Мэттью Окин, Бекки Лукас | 17 августа 2017 |
| Эй Джей и Оливия почти не разговаривают, но когда Олвивию ловят на краже в магазине, Эй Джей вынужден её выручать. Что ещё хуже, Сэм, многострадальный соведущий Эй Джея, закрывает их радиошоу.                                |            |                              |              |                          |                 |

### Сезон 2(2019)
| № общий | № в сезоне | Название                                                     | Режиссёр    | Автор сценария           | Дата премьеры   |
| --- | ---------- | ------------------------------------------------------------ | ----------- | ------------------------ | --------------- |
| 7 | 1          | «Фальшивые члены и фургоны» «Fake Dicks and Caravans»        | Грейси Отто | Мэттью Окин, Бекки Лукас | 13 декабря 2019 |
| После того, как неожиданная смерть сводит вместе лучших друзей Эй Джея и Стиви, которые давно не общались, они отправляются на странную миссию по созданию искусственного члена в отчаянной попытке вернуть Эй Джея на правильный путь. |            |                                                              |             |                          |                 |
| 8 | 2          | «Комната побега» «The Escape Room»                           | Грейси Отто | Кейси Эннинг             | 13 декабря 2019 |
| Эй Джей замечает знакомое лицо во время осмотра дома, который превратился в ад. На рабочем месте Стиви становится жарко, когда коллега объявляет о своём фут-фетише на собрании сотрудников.                                            |            |                                                              |             |                          |                 |
| 9 | 3          | «Головной офис и больницы» «Headlice and Hospitals»          | Грейси Отто | Кейси Эннинг             | 13 декабря 2019 |
| Шоу Эй Джея грозит судебными разбирательствами с его бывшей девушкой Оливией. Стиви находит двойное применение приложениям для знакомств.                                                                                               |            |                                                              |             |                          |                 |
| 10 | 4          | «Халтурщики» «The Hucks»                                     | Грейси Отто | Мэттью Окин              | 13 декабря 2019 |
| «Дикий» уик-энд в лесу усиливает напряжённость в отношениях между семьёй и друзьями, поскольку новости о шоу Эй Джея угрожают испортить выходные.                                                                                       |            |                                                              |             |                          |                 |
| 11 | 5          | «Новые колёса и петушиные носки» «New Wheels and Cock Socks» | Грейси Отто | Кейси Эннинг             | 13 декабря 2019 |
| Стиви находит машину своей мечты и заводит неожиданного нового друга. Тем временем Эй Джей начинает опасаться, что его новая девушка может сбежать.                                                                                     |            |                                                              |             |                          |                 |
| 12 | 6          | «Последний тест» «The Final Test»                            | Грейси Отто | Мэттью Окин              | 13 декабря 2019 |
| Вождение Стиви принимает неожиданный оборот, в то время как Эй Джей борется с угрызениями совести по мере того, как его шоу набирает популярность.                                                                                      |            |                                                              |             |                          |                 |

## Производство
22 января 2019 года стало известно, что Stan продлил сериал второй сезон. Премьера второго сезона, состоящего из 6 эпизодов, состоялась на Stan 13 декабря 2019 года.
В начале 2020 года стало известно, что Stan закрыл сериал после второго сезона.